# 한구현
한승범(韓承杋, 한구현, 1967년 2월 15일 ~ )은 대한민국의 정치학자이자 한류연구소 소장이다.

## 경력
- 1986년 : 서라벌고등학교 졸업
- 1991년 : 카투사 복무(미보병 2사단)
- 1991년 : 국민대학교 중퇴
- 1995년 : 모스크바 한국학생 총연합회 초대 회장
- 1995년 : 국립 모스크바 국제 관계 대학교 국제관계학과 학사
- 1997년 : 국립 모스크바 국제 관계 대학교 국제관계학과 석사
- 2001년 : 국립 모스크바 국제 관계 대학교 국제관계학과 박사
- 2006년 : 한나라당 경기도지사 김문수 후보 비서실 사이버팀장
- 2006년 : 김문수 경기도지사직 인수위원
- 2006년 : 한양대학교 아태지역연구센터 연구조교수( ~ 20088년)
- 2008년 : 한스시즌투 대표이사(현재)
- 2009년 : 한류연구소 소장(현재)

## 상훈
- 2009년 대한민국 중소기업청장 표창장
- 2010년 대한민국 보건복지부장관 표창장

## 저서
- 《유라시아의 지역주의적 재편성》(2009, 공저: 김연규 외)
- 《범흑해지역의 정체성과 지역주의》(2010, 공저: 김연규 외)

### 논문
- <인터넷의 정치적 영향력> (2006)
- <트랜스드니에스트리아와 압하지야 분리운동의 특성 비교> (2008)
- <자원 전쟁 시대 한국의 에너지안보 전략> 》(2009, 공저: 강봉구)
- <이슬람 원리주의와 세속주의: 터키를 중심으로> (2007)
- <러시아의 대 상하이협력기구 전략과 시사점> (2007)

### 칼럼
- <원전수출 숨은 공신 한류드라마> (조선일보, 2010.04.07, 33면)
- <한복이 진짜로 국민적 사랑을 받으려면> (조선일보, 2011.04.19, 33면)
- <음모론 확산 막는 디지털 스킨십> (조선일보, 2010.10.14, 33면)
- <한복으로 더욱 빛나는 성년의 날> (조선일보, 2010.05.13, 37면)
- <에세이: 러시아를 위한 노래 누가 부를까> (조선일보, 2010.03.23, 37면)
- <기존 한류 콘텐트에 스토리 넣어야 세계가 감동> (이코노미스트, 2011년 4월호, 52-54면)
- <프랜차이징창업에 성공하려면> (월간 창업 앤 프랜차이즈, 2011년 8월호, 41면)
- <햇살론, 서민 경제에 날개를 달다> (월간 자유마당, 2010년 9월호, 76-77면)

### 인터뷰
- <지20 특집:한류열풍> (영 파이낸셜 타임스, 2010. 11. 10, 10면)
- <일본 내 반한류시위: 김태희> (한국방송공사 연예가중계, 2011-10-22)
- <프랜차이즈 창업성공사례> (에스비에스 대한민국의힘, 2010-07-21)
- <경제다큐 비밀: 한구현 성공스토리> (한경 와우티비, 2010.09.16)
- <케이팝 세계화-성공의 조건> (주간한국, 2010년 12월호, 2010.11.16 2348호, 46면)